# Бернштейн, Карл Ильич
Карл Ильи́ч Бернште́йн (1 (13) января 1842, Одесса — 1894, Берлин) — российский правовед, профессор права Берлинского университета.

## Биография
Карл Ильич Бернштейн родился 1 (13) января 1842 года в состоятельной еврейской семье в Одессе, окончил местную гимназию, а высшее образование получил в Германии. В 1864 году защитил в Берлинском университете докторскую диссертацию (это был первый еврей, допущенный Берлинским университетом к защите докторской диссертации).
С 1864 по 1865 год он занимался при окружном суде в Галле, чтобы ознакомиться с правовой системой на практике.
Печатался в «Русском судебном вестнике», «Журнале гражданского и торгового права», юридических журналах Германии на немецком языке.

## Избранные труды
- О существе делегации по римскому праву. — Санкт-Петербург: Типография Товарищества «Общественная Польза», 1871. — 63 с.
- Учение о разделительных обязательствах по римскому праву и новейшим законодательствам. — Санкт-Петербург: Типография Товарищества «Общественная польза», 1871. — 328 с.